# Cantonul Olivet
Cantonul Olivet este un canton din arondismentul Orléans, departamentul Loiret, regiunea Centru, Franța.

## Comune
- Olivet (reședință)
- Saint-Hilaire-Saint-Mesmin
- Saint-Pryvé-Saint-Mesmin